# Trung đoàn Thủ Đô
Trung đoàn Thủ Đô, hay Trung đoàn 102, là một trung đoàn thuộc Sư đoàn 308, Quân đội nhân dân Việt Nam. Đây là một trong các trung đoàn bộ binh chủ lực đầu tiên của Quân đội nhân dân Việt Nam. Trung đoàn Thủ đô hiện nay đóng quân tại địa bàn xã Phú Mãn, huyện Quốc Oai, Hà Nội, Việt Nam.

## Lịch sử

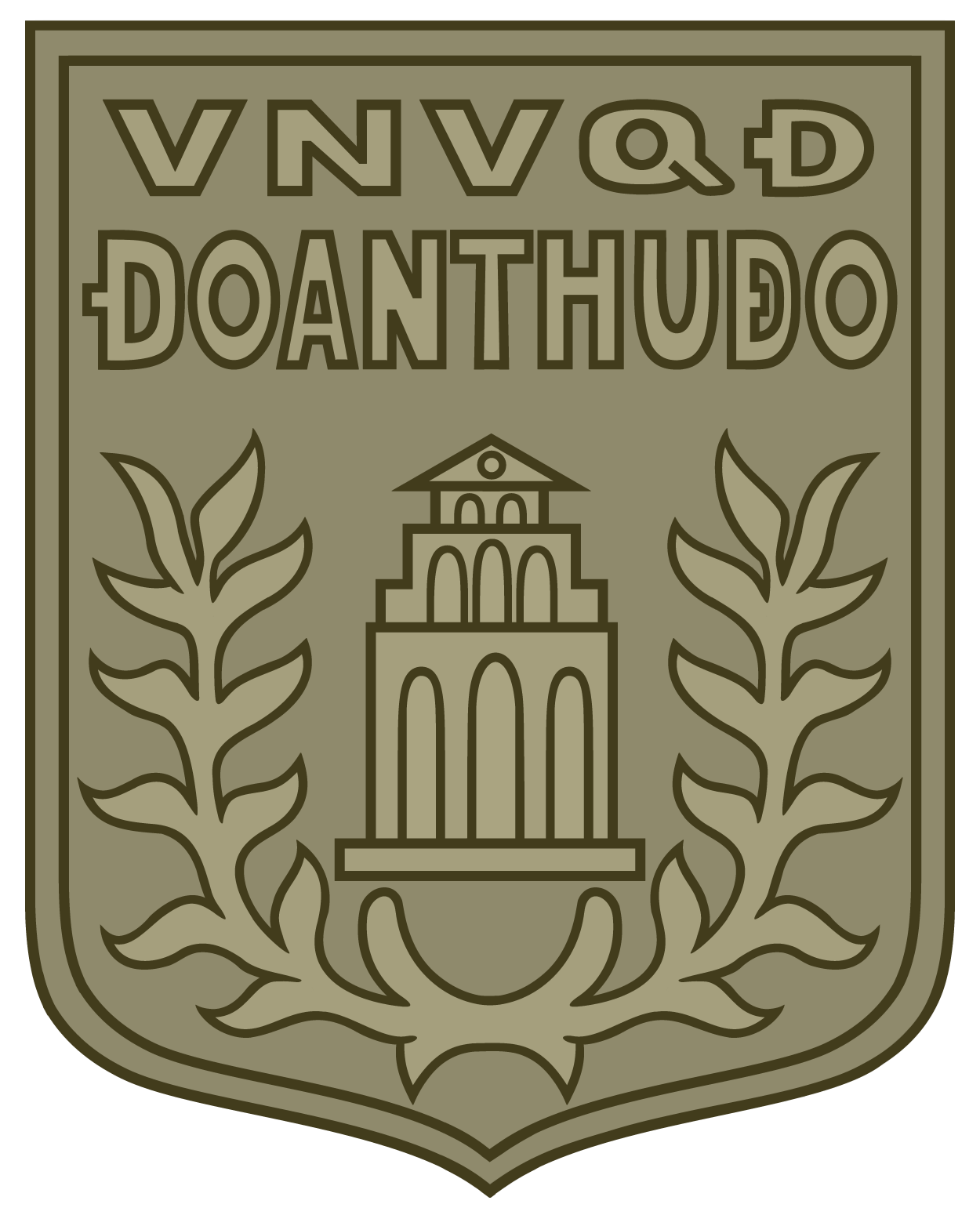
Huy hiệu đeo tay của Trung đoàn Thủ đô trong trận Hà Nội

Trung đoàn chính thức được thành lập ngày 6 tháng 1 năm 1947,tại rạp hát Tố Như (nay là rạp Chuông Vàng, quận Hoàn Kiếm, TP Hà Nội), giữa cuộc chiến kéo dài 2 tháng tại Hà Nội, trên cơ sở Tiểu đoàn 301 cùng các đơn vị Vệ quốc đoàn và Tự vệ chiến đấu Liên khu 1 (thuộc 36 phố phường Hà Nội cũ), gồm khoảng 2.000 người. Các chỉ huy đầu tiên là: Trung đoàn trưởng Hoàng Siêu Hải (sau chuyển về Tỉnh ủy Cao Bằng), Chính uỷ Lê Trung Toản (sau làm Thứ trưởng Bộ Nội thương, Phó chủ nhiệm Ủy ban Kế hoạch Nhà nước), Liệt Sĩ Trần Phúc Ánh (hy sinh ngày 7 tháng 1 năm 1952), Tham mưu trưởng Hoàng Phương. Tên gọi đầu tiên là Trung đoàn Liên khu I.
Ngày 12 tháng 1 năm 1947, Hội nghị Quân sự toàn quốc lần thứ nhất tại Chương Mỹ, Hà Đông đã quyết định tặng Trung đoàn Liên khu I danh hiệu Trung đoàn Thủ Đô.
Ngày 17 tháng 2 năm 1947, sau 2 tháng chiến đấu cầm chân quân Pháp tại Hà Nội (xem bài Trận Hà Nội 1946), bảo vệ 38 nghìn người tản cư an toàn, Trung đoàn Thủ đô được lệnh rút khỏi vòng vây quân thù để bảo toàn lực lượng cùng với một bộ phận nhân dân Liên khu 1. Bắt đầu 17 giờ ngày 17, từ đình Phất Lộc, ra bãi cát ven sông Hồng, trung đoàn đi dưới gầm cầu Long Biên (có lính Pháp gác trên cầu), lội sang bãi giữa sông rồi vượt sông bằng thuyền, về vùng tự do thuộc huyện Đông Anh. Đến 8 giờ ngày 18 tháng 2, toàn trung đoàn đã vượt sông xong. Khi gần sáng, quân Pháp phát hiện và truy kích nhưng bị chặn đánh và phải bỏ cuộc.
Ngày 28 tháng 8 năm 1949 Đại đoàn 308 (Đại đoàn Quân Tiên phong), được thành lập thị trấn Đồn Đu, huyện Phú Lương, tỉnh Thái Nguyên theo chỉ thị của chủ tịch Hồ Chí Minh và Trung ương Đảng với đội hình chính trong đó có Trung đoàn 102 (Trung đoàn Thủ đô). Trong đội hình Đại đoàn 308, Trung đoàn đã tham gia 13 chiến dịch bao gồm từ Chiến dịch Biên giới Thu Đông 1950 đến các Chiến dịch Trung du, Chiến dịch đường số 18 Xuân Hè 1951, Chiến dịch Hòa Bình Đông Xuân 1951-1952, Chiến dịch Tây Bắc Thu Đông 1953, Chiến dịch Thượng Lào mùa Hè 1953,  tiêu biểu trong Chiến dịch Điện Biên Phủ.
Với hiệp định Geneve được kí kết, quân Pháp rút khỏi miền Bắc, Đại đoàn 308 được giao nhiệm vụ tiếp quản thủ đô Hà Nội.  Ngày 19/9/1954, Hồ Chủ tịch gặp các chiến sĩ xuất sắc thuộc Đại đoàn quân Tiên Phong tại sân Đền Giếng (quần thể Đền Hùng) để động viên. Đây là lực lượng trọng yếu được giao trách nhiệm về tiếp quản thủ đô, gồm Trung đoàn Thủ Đô và các đơn vị khác. Cũng tại Đền Giếng, Bác Hồ có một tuyên ngôn nổi tiếng: "Các Vua Hùng đã có công dựng nước, Bác cháu ta phải cùng nhau giữ lấy nước."

## Đánh giá
Trong buổi mít tinh đêm 22 tháng 2 năm 1947 kỷ niệm 3 năm ngày thành lập Quân đội, tại làng Thượng Hội, Đan Phượng, Hà Tây, Đại tướng Võ Nguyên Giáp đã nói: 
"Trung đoàn Thủ Đô đã tượng trưng cho bộ đội của một dân tộc nhược tiểu quyết tâm không muốn làm nô lệ và đã ngang nhiên chống lại quân đội một nước lớn hùng mạnh của đế quốc chủ nghĩa. Trung đoàn Thủ Đô đã nối chí truyền thống oanh liệt của các vị anh hùng thuở trước"
Sau này, ông đã đề nghị Hà Nội nên có nơi ghi công Trung đoàn Thủ Đô, chẳng hạn như đặt tên "Trung đoàn thủ đô" cho một con đường.

## Trong văn hóa đại chúng
Nhà văn, nhạc sĩ Nguyễn Đình Thi đã viết bài hát "Người Hà Nội" để tặng các chiến sĩ Trung đoàn Thủ Đô, ông kể: 
"Ngày ngày 19 tháng 12 năm 1946, quân dân Hà Nội đồng loạt nổ súng vào các vị trí đóng quân của thực dân pháp chống lại âm mưu gây hấn của chúng. Chiến lũy mọc ngay trên các đường phố. Với tinh thần "quyết tử cho Tổ quốc quyết sinh", quân dân Hà Nội bám giữ từng ngôi nhà, từng góc phố gây cho địch nhiều thiệt hại."
"Xúc động trước tinh thần chiến đấu anh dũng của Trung đoàn Thủ đô (thành lập từ các đơn vị Vệ quốc và Tự vệ Liên khu 1 thuộc 36 phố phường Hà Nội cũ), tôi sáng tác bài hát Người Hà Nội để tặng các chiến sĩ trung đoàn. Báo Cứu quốc Mặt trận Hà Nội số Xuân 1947 có đăng bài hát này được các chiến sĩ giao liên vượt vòng vây dày đặc của địch mang đến anh em bộ đội của trung đoàn...".

## Cựu chiến binh
- Nhạc sĩ Lương Ngọc Trác
- Nhà thơ Chính Hữu

...